# Сања Долежал
Сања Долежал (Загреб, 9. мај 1963) југословенска и хрватска је певачица и телевизијска водитељка. Најпознатија је као певачица групе Нови фосили.

## Биографија
Своју професионалну каријеру започела је 1981. године, као певачица тинејџерске групе Прва љубав, која је била прва група те врсте на простору бивше Југославије. У току рада у овој групи снимила је два албума: „Приватно“, 1981. године, и „Кад останемо сами“, 1982. године. Продуцент другог албума био је Рајко Дујмић, који је тада упознао Сању, и довео је у групу Нови фосили, као замену за тадашњу певачицу Ђурђицу Барловић, која је у то време напуштала Нове фосиле.
У групи Нови фосили била је од 1983—1991. године, и поново од 2005. године до данас. Заједно са Новим фосилима је, 1987. године, представљала Југославију на песми Евровизије у Бриселу, песмом „Ја сам за плес“, где су освојили четврто место.
Након распада Нових фосила 1991. године, снимила је три самостална албума.
Била је водитељ неколико телевизијских емисија на Хрватској радиотелевизији, а 2004. године је на тада новоформираној телевизији РТЛ започела своју емисију под називом „Сања“. Емисија се приказивала до 2006. године, а бавила се темама из свакодневног живота људи.
Готово 20 година била је у браку са Ненадом Шарићем, бубњарем групе Нови фосили, који је преминуо почетком маја 2012. године.

## Фестивали
Југословенски избор за Евросонг:
- Валентино и Ренато (као вокал Нових фосила), Скопље '84
- Boby No.1 (као вокал Нових фосила), друго место, Приштина '86
- Ја сам за плес (као вокал Нових фосила), победничка песма, Београд '87

Евросонг:
- Ја сам за плес (као вокал Нових фосила), четврто место, '87

Сплит:
- Никад' више, мала (као вокал Нових фосила, Ауторско вече Зденка Руњића), '86
- Реци ми тихо, тихо / Ти си чудо (Гошћа ревијалног дела фестивала, као вокал Нових фосила), 2011

Златна палма, Дубровник:
- У удруженом раду, љубим цуру младу (као вокал Нових фосила), '89

Загреб:
- Кад будемо ја и ти 63 (као вокал Нових фосила), победничка песма, '90
- Снови заљубљене жене (са Владимиром Кочишем Зецом и Маринком Колангом), 2016

Степинчева катедрала:
- Небески војник, '92

Фестивал пјесме Подравине и Подравља, Питомача:
- Шепртља, '97

Мелодије Мостара:
- Љето, '98

Мелодије хрватског Јадрана, Сплит:
- Иду ноћи, иду дани, '98

Задар:
- Бакини колачићи, '98

Хрватски радијски фестивал:
- Дуго, најдуже, 2001

CMC festival, Водице:
- Емотивна пријетња (дует са Владимиром Кочишем Зецом), 2015

Опатија:
- Најдраже моје (Ретроспектива песама са Опатијског фестивала), 2015